# 學員輕型飛機
學員輕型飛機是一款由卡爾弗飛機公司製造的雙座輕型單翼飛機，同時也能作為無線電控制的無人機使用

## 發展
飛機設計師艾爾·穆尼改進了Culver Dart，並命名為Culver Model L，而後改名為Culver Cadet。雖然與早期的Dart 相似，但學員輕型飛機使用了半單殼結構的機身，而非焊接鋼管結構，並配備了可收放的尾輪起落架。
隨後，卡爾弗於1941年推出第二款Cadet LFA，該版本進行了一些改進並增加了更多設備。在1941年12月美國參加二戰後，Cadet終止民用生產，轉而投入軍事生產。但該飛機已獲得出口訂單，包括出口到烏拉圭。
學員輕型飛機是艾爾·穆尼在卡爾弗工作八年期間設計的六款飛機之一。他後來離開公司，創立了穆尼國際公司。

### 軍用
1940年，美國陸軍航空兵團選擇Cadet LCA作為無線電控制靶機。首架飛機命名為Culver A-8（後來改為XPQ-8），雖然設計大抵相同，但配備了固定的前三點式起落架。測試成功後，軍方訂購了200架，並命名為PQ-8。隨後，又訂購了200架升級版本，命名為PQ-8A。1941年底，美國海軍獲得一架PQ-8A用於評估，並於1941年訂購了200架，命名為TDC-2。後來，卡爾弗又生產了一款加大並改進的型號，稱為PQ-14。

## 型號

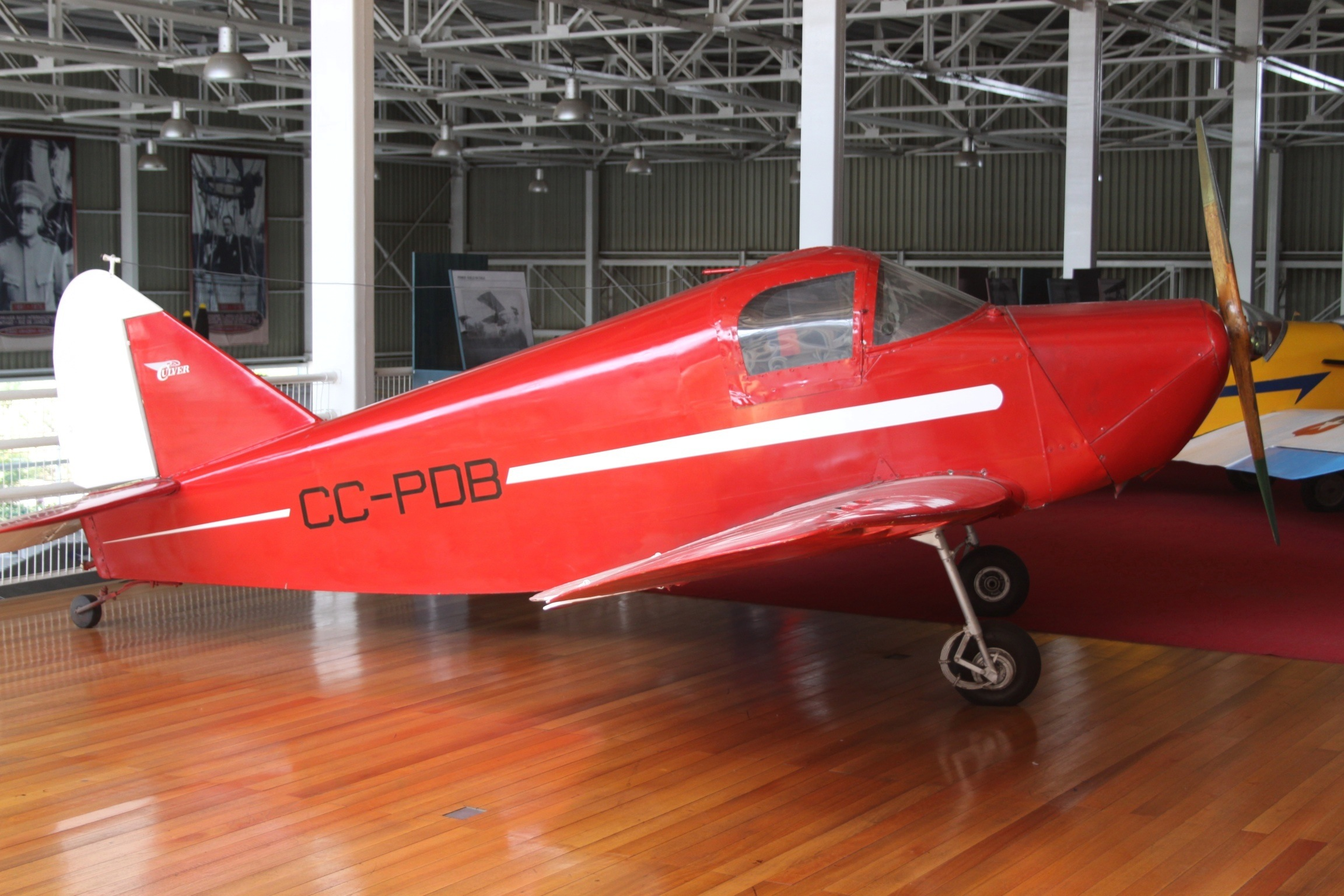
位於智利智利國家航空暨太空博物館的Culver LFA Cadet

Cadet LCA初始量產版本，採用1具75 hp (56 kW) 大陸A75-8發動機
Cadet LFA升級款，採用1具80 hp (60 kW) 富蘭克林4AC-176-F3、富蘭克林4AC-176-D2]]或富蘭克林4AC-176-D3發動機，並配備完整的電力系統和引擎啟動裝置。
Cadet LFA-90限量版型號，採用1具90 hp (67 kW)富蘭克林4AC-199-E3發動機
LAR (Army A-8)最初命名為軍用無線電控制無人機版本，後來重新命名為PQ-8
LAR-90 (Army PQ-8)初期生產的軍用無人機版本，共製造200架
PQ-8A採用1具125 hp (93 kW)萊康明O-290發動機，於1948年重新命名為Q-8A，共200架

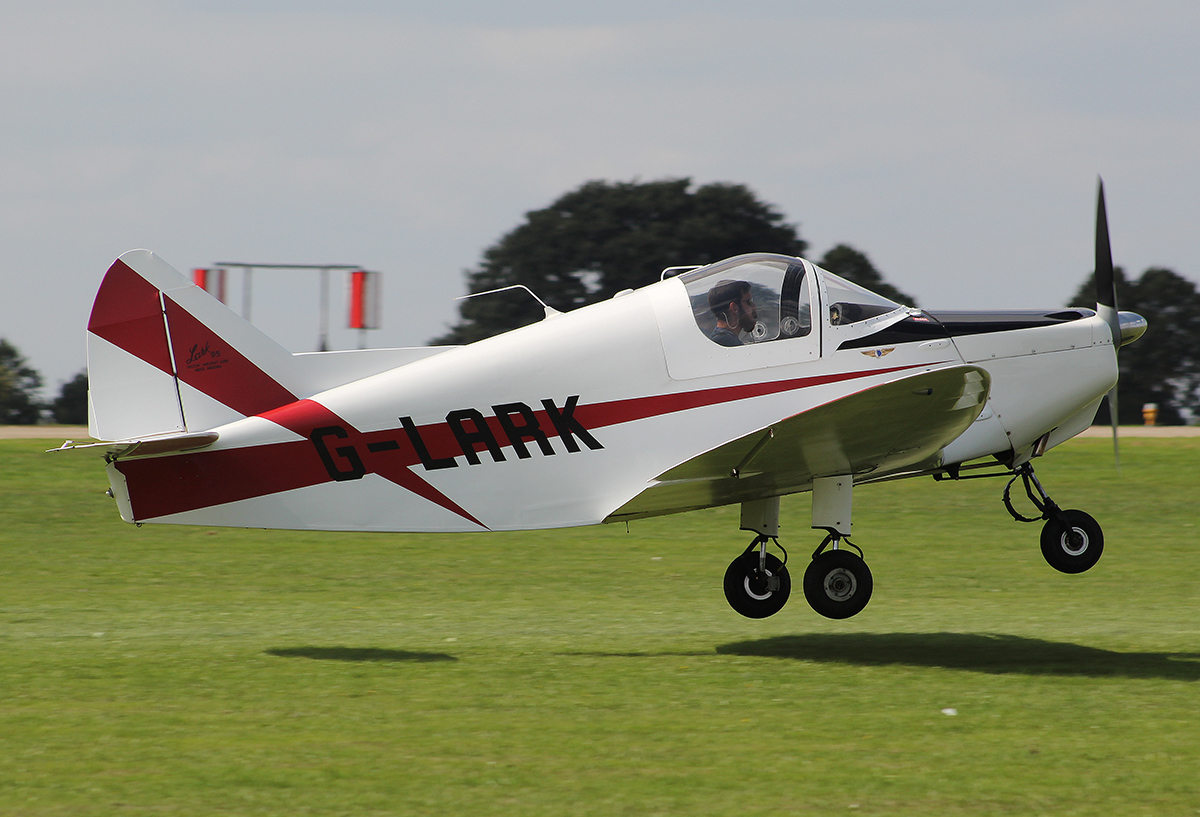
Helton Lark

Q-8A重新命名的PQ-8A
TDC-1美國海軍用來進行測試的1架PQ-8
TDC-2PQ-8A的美國海軍量產版本，共200架
Helton Lark 95由亞利桑那州梅薩的希爾頓飛機公司(英語：開發的 版本，採用90匹馬力（67千瓦特） 大陸C90-16F發動機。該飛機於1966年9月獲得美國聯邦航空局（FAA）的型號認證。同年交付了15架Lark 95。據報導，希爾頓公司於1971年停止營業
Helton Lark 95A經過修改的版本，機身延長了2英尺（0.61） ，並對尾部表面進行了改進設計
Aero Systems Cadet STF
2010年，加利福尼亞州拉米薩的Aero Systems推出了基於學員設計的“優化”版本。該設計計劃使用木材和鋼結構，搭載100 hp（75 kW）的大陸O-200發動機，巡航速度可達135 mph（217 km/h）

### 書目
- The Illustrated Encyclopedia of Aircraft (Part Work 1982–1985). London: Orbis Publishing, 1985.
- Juptner, Joseph J. U.S. Civil Aircraft Vol. 8 (ATC 701 – ATC 800). Fallbrook, California, US: Aero Publishers Inc., 1980. ISBN 0-8168-9178-8.
- Mondey, David. American Aircraft of World War II (Hamlyn Concise Guide). London: Bounty Books, 2006. ISBN 978-0-7537-1461-4.
- Mormillo, Frank B. "Defenceless Warrior: Culver's PQ-14 Drone." Air Enthusiast, Issue 93, May/June 2001.
- Simpson, R.W. Airlife's General Aviation. Shrewsbury, UK: Airlife Publications. 1991. ISBN 1-85310-194-X.
- Taylor, John W. R. Jane's All The World's Aircraft 1967–68. London: Sampson Low, Marston & Company, 1968.
- Taylor, John W. R. Jane's All The World's Aircraft 1971–72. London: Sampson Low, Marston & Company, 1971. ISBN 0-354-00094-2.

## 外部連結
- Culver A-8/PQ-8/TDC Cadet
- Culver TD2C-1 'Cadet' – Aviation Enthusiast Corner
- Al Mooney designs （页面存档备份，存于）
- High resolution panoramic image of a Culver Cadet
- www.culvercadet.com （页面存档备份，存于）